# Zallár Andor
Zallár Andor (Budapest, 1928. március 21. – Szeged, 2006. február 26.) labdarúgó, fedezet, könyvtárigazgató.

## Pályafutása
1954 és 1962 között volt a Szegedi EAC labdarúgója. Az élvonalban 1954. március 7-én mutatkozott be a Bp. Vasas Izzó ellen, ahol csapata 3–2-es vereséget szenvedett. Összesen 122 bajnoki mérkőzésen lépett pályára és három gólt szerzett. Visszavonulása után a SZEAC ifjúsági csapatainál dolgozott edzőként, majd a Szegedi Dózsa vezetőedzője volt.
1950-ben az Eötvös Loránd Tudományegyetemen középiskolai földrajz-történelem szakos tanári diplomát szerzett. 1963-ban ugyanitt kiegészítő szakon szerzett könyvtárosi képesítést. 1979-ben doktorált a Szegedi Orvostudományi Egyetem Könyvtárának történetéből. Több mint kétszáz publikációja jelent. 1954 és 1994 között a szegedi Szent-Györgyi Albert Orvostudományi Egyetem központi könyvtárában dolgozott. 1964-től harminc éven át a könyvtár vezetője volt.

## Művei
- A Szegedi Orvostudományi Egyetem Könyvtár központi folyóirat katalógusa; összeáll. Zallár Andor; Orvostudományi Egyetem, Könyvtár, Szeged, 1964
- Scientific research at the Szeged University of Medicine; szerk. Zallár Andor, Szekeres László; Orvostudományi Egyetem, Szeged, 1971
- Szabó Tibor–Zallár Andor: Szent-Györgyi Albert Szegeden és a Szent-Györgyi Gyűjtemény; Csongrád Megyei Levéltár, Szeged, 1989 (Tanulmányok Csongrád megye történetéből)
- Renaming celebration. 10th-11th December 1987; szerk. Zallár Andor, angolra ford. Patak Klára; SZOTE, Szeged, 1989 (Studia medica Szegedinensia)
- Testi nevelés – egészség. Szent-Györgyi Albert Tudományos Emlékülés anyaga. Szeged, 1990. december 14.; szerk. Zallár Andor; SZOTE–Szeged Megyei Jogú Város, Szeged, 1992
- Szabó Tibor–Zallár Andor: Albert Szent-Györgyi and Szeged; angolra ford. Patak Klára; Universitas Scientiarium Medicinae de A. Szent-Györgyi Nominata, Szeged, 1993 (Studia medica Szegedinensia)
- Szabó Tibor–Zallár Andor: Dr. Purjesz Béla, 1884-1959; SZOTE, Szeged, 1993
- Emlékezés Dr. Hetényi Géza professzorra; szerk. Varró Vince, Zallár Andor; SZOTE, Szeged, 1994

## Sikerei, díjai
- Magyar bajnokság
  - 6.: 1960–61
- Szinnyei József-díj (1994)
- Kanizsa Tivadar Emlékérem (1994)
- Szent-Györgyi Albert Emlékérem (1999)
- ELTE aranydiploma (2000)